# Pitthea tamsi
Pitthea tamsi är en fjärilsart som beskrevs av Bethune-Baker 1927. Pitthea tamsi ingår i släktet Pitthea och familjen mätare. Inga underarter finns listade i Catalogue of Life.